# 15. словеначка дивизија НОВЈ
Петнаеста словеначка ударна дивизија формирана је 13. јула 1943. у Долењским Топлицама од Четврте словеначке ударне бригаде „Матија Губец“, Пете словеначке ударне бригаде „Иван Цанкар“ и Шесте словеначке ударне бригаде „Славко Шландер“. При оснивању бројала је око 1.400 бораца.

## Борбени пут 15. дивизије
Након оснивања дивизија је 24. јула 1943. године у садејству са Четрнаестом словеначком дивизијом напала италијанско упориште Жужемберк. Напад се претвотрио у вишедневне уличне борбе и, након повлачења из Жужемберка, тешке борбе против концентричног напада вишеструко надмоћнијих италијанских снага. У овим борбама 30. јула погинуо је први командант дивизије Предраг Јевтић, народни херој.
После капитулације Италије дивизија је разоружала све италијанске снаге и већи део белогардиста између Новог Места и предграђа Љубљане.
Након капитулације Италије, од заплењеног наоружања у све три бригаде 15. дивизије биле су основане артиљеријске батерије, са топовима 65 мм и 75 мм. Од тежих оруђа штаб дивизије одлучио да је формира дивизијску артиљерију. Прва артиљеријска батерија 15. дивизије основана је одлуком штаба дивизије 11. септембра. Формирао ју је потпоручник Миха Мишич, који је уједно био и њен први командир. Уз помоћ групе активних и резервних официра пристиглих из Љубљане у току наредне недеље батерија је развијена у дивизион од три батерије. Дивизион је имао осам оруђа: две хаубице 100 мм, два пољска топа, два противтенковска и два противавионска топа. За команданта је постављен Миха Мишич. До краја месеца дивизион је преформиран у формацију под називом Артиљерија 15. дивизије у рангу бригаде. Ова формација имала је два дивизиона. За команданта је постављен Перо Брајовић, за политичког комесара Лојзе Цоралич, а за заменика команданта Миха Мишич. Дивизијска артиљерија 15. дивизије била је основа из које је касније развијена Прва словеначка артиљеријска бригада.
Од заплењених тенкова и моторних возила италиннске дивизије Изонцо (итал. Isonzo) у саставу дивизије формиран је оклопни вод тенкова и оклопних аутомобила и ауто-батаљон са покретном радионицом.
Од 3. октобра 1943. до краја рата дивизија је била стално у саставу Седмог словеначког корпуса. Из састава дивизије ижашла је бригада „Славко Шландер“, а придодате су јој 12. и 15. словеначка бригада, као и артиљеријски одред. У то време дивизија је бројала преко 5.600 бораца. Бројно стање даље је повећано укључивањем 14. „железничарске“ бригаде.
У првој половини октобра нападала је немачка упоришта на фронту од Теменишке долине до Костањевице и планине Горјанци. Дивизија је била захваћена немачком октобарском „Ромеловом“ офанзивом. За време ових борби претрпела је знатне губитке.
У новембру дивизија је блокирала немачки гарнизон у Новом Месту и водила борбе против немачких покушаја деблокаде. Делом снага дивизија је дејствовала и у Белој Крајини и дуж пруге Кочевје—Љубљана.
Главна дејства Петнаесте словеначке дивизије у 1944. години била су усмерена на уништавање немачких и белогардејских упоришта дуж комуникација Чрномељ-Ново Место и Чрномељ-Метлика. Поред дејстава на комуникацијама посебно се истакла приликом уништења домобрана у Зденској Васи и Св. Антону, од 28. до 29. фебруара; затим у ослобођењу Добраве и Добрнича, од 30. априла до 1. маја; Жужемберка, од 2. до 4. маја; Требња, од 15. до 17. маја, Мирне Печи, 19. и 20. маја и у поновном рушењу Штампетовог моста 12/13. јуна 1944. године. Дивизија је са Тринаестом приморско-горанском дивизијом, учествовала у ослобођењу Босиљева, 29/30. јуна, и у одбрани слободне територије у Белој крајини заједно са јединицама Четвртог хрватског корпуса у првој половини јула.
Крајем децембра 1944. и почетком 1945. године у саставу Петнаесте словеначке дивизије били су италијанска бригада Фонтанот и Први аустријски партизански батаљон. У току 1945. дејствовала је, смењујући се са Осамнаестом словеначком дивизијом, на подручју Новог Места и Горјанаца, односно у Сухој крајини. У веома тешким борбама, нарочито априла у Сухој крајини и Кочевском рогу, претрпела је осетне губитке. После ослобођења Кочевја учествовала је у ослобођењу Љубљане, од 7. до 9. маја 1945. године, када је проглашена ударном.